# Muhammad as-Sajjid (egipski piłkarz)
Muhammad as-Sajjid (arab. محمد السيد) – egipski piłkarz, występujący na pozycji obrońcy. Uczestnik Igrzysk Olimpijskich 1920.
Zawodnik wystąpił w obydwu spotkaniach, jakie reprezentacja Egiptu rozegrała na turnieju piłkarskim podczas igrzysk w Antwerpii w 1920 roku, przegranym meczu I rundy (1/8 finału) z Włochami (1:2) i wygranym meczu turnieju pocieszenia z Jugosławią (4:2).